# Nederlandse kampioenschappen veldrijden 2012
De Nederlandse kampioenschappen veldrijden 2012 werden verreden op zaterdag 7 en zondag 8 januari 2012 in Huijbergen aan de noordzijde van de plaats. In Huijbergen werd in 2003, 2006 en 2009 eveneens al de Nederlandse kampioenschappen veldrijden gehouden.

## Uitslagen

### Mannen elite
Lars Boom was titelverdediger bij de heren, nadat hij in de voorgaande vijf jaren de titel had opgeëist. Er stonden 25 renners in de elite-klasse aan de start. Boom won zijn zesde titel en liet Thijs van Amerongen en Niels Wubben achter zich op de tweede en derde plaats.
| Plaats                    | Naam                | Tijd    |
| ------------------------- | ------------------- | ------- |
| Nederlandse kampioenstrui | Lars Boom           | 1:04.05 |
| Zilver                    | Thijs van Amerongen | + 22    |
| Brons                     | Niels Wubben        | + 44    |
| 4                         | Twan van den Brand  | + 57    |
| 5                         | Thijs Al            | + 1.12  |
| 6                         | Gerben de Knegt     | + 1.45  |
| 7                         | Patrick van Leeuwen | + 2.22  |
| 8                         | Hans Becking        | + 2.29  |
| 9                         | Eddy van IJzendoorn | + 3.47  |
| 10                        | Jeroen Boelen       | + 4.20  |

### Vrouwen elite
Marianne Vos was de titelverdedigster waarbij zij in het voorgaand jaar haar eerste titel had gewonnen. Vos won de strijd van 19 vrouwen voor Daphny van den Brand en Sophie de Boer.
| Plaats                    | Naam                   | Tijd   |
| ------------------------- | ---------------------- | ------ |
| Nederlandse kampioenstrui | Marianne Vos           | 40.52  |
| Zilver                    | Daphny van den Brand   | + 1.08 |
| Brons                     | Sophie de Boer         | + 1.18 |
| 4                         | Sanne van Paassen      | + 1.33 |
| 5                         | Sabrina Stultiens      | + 1.58 |
| 6                         | Arenda Grimberg        | + 2.38 |
| 7                         | Reza Hormes-Ravenstijn | + 2.58 |
| 8                         | Lana Verberne          | + 3.38 |
| 9                         | Bianca van den Hoek    | + 5.03 |
| 10                        | Dirkje Bazuin          |        |

### Mannen beloften
| Plaats                    | Naam                    | Tijd   |
| ------------------------- | ----------------------- | ------ |
| Nederlandse kampioenstrui | Lars van der Haar       | 49.40  |
| Zilver                    | David van der Poel      | + 1.51 |
| Brons                     | Stan Godrie             | + 1.53 |
| 4                         | Michiel van der Heijden | z.t.   |
| 5                         | Emiel Dolfsma           | + 2.05 |
| 6                         | Corné van Kessel        | + 2.10 |
| 7                         | Henk Jaap Moorlag       | + 2.14 |
| 8                         | Moreno Hofland          | + 3.04 |
| 9                         | Micki van Empel         | + 3.25 |
| 10                        | Mike Teunissen          | + 3.44 |

### Jongens junioren
| Plaats                    | Naam                  | Tijd   |
| ------------------------- | --------------------- | ------ |
| Nederlandse kampioenstrui | Mathieu van der Poel  | 38.32  |
| Zilver                    | Tim Ariesen           | + 1.28 |
| Brons                     | Koen Weijers          | + 1.52 |
| 4                         | Martijn Budding       | + 2.13 |
| 5                         | Bjorn van der Heijden | + 2.28 |
| 6                         | Pjotr van Beek        | + 2.40 |
| 7                         | Stan Wijkel           | + 2.50 |
| 8                         | Niels Goeree          | + 3.05 |
| 9                         | Koen van de Ven       | + 3.18 |
| 10                        | Lehvi Braam           | + 3.39 |

Kampioenschappen:  Wereldkampioenschappen · 
 Europese kampioenschappen · 
 Belgische kampioenschappen · 
 Nederlandse kampioenschappen
Klassementen:  Wereldbeker · 
 Superprestige · 
 GvA Trofee ·
 TOI TOI Cup ·
 Challenge national
Overig:  Fidea Cyclocross Classics
1963 · 
1964 · 
1965 · 
1966 · 
1967 · 
1968 · 
1969 · 
1970 · 
1971 · 
1972 · 
1973 · 
1974 · 
1975 · 
1976 · 
1977 · 
1978 · 
1979 · 
1980 · 
1981 · 
1982 · 
1983 · 
1984 · 
1985 · 
1986 · 
1987 · 
1988 · 
1989 · 
1990 · 
1991 · 
1992 · 
1993 · 
1994 · 
1995 · 
1996 · 
1997 · 
1998 · 
1999 · 
2000 · 
2001 · 
2002 · 
2003 · 
2004 · 
2005 · 
2006 · 
2007 · 
2008 · 
2009 · 
2010 ·
2011 ·
2012 ·
2013 ·
2014 ·
2015 ·
2016 ·
2017 ·
2018 ·
2019 ·
2020 ·
2021 ·
2022 ·
2023 · 2024 · 2025